# Vanil

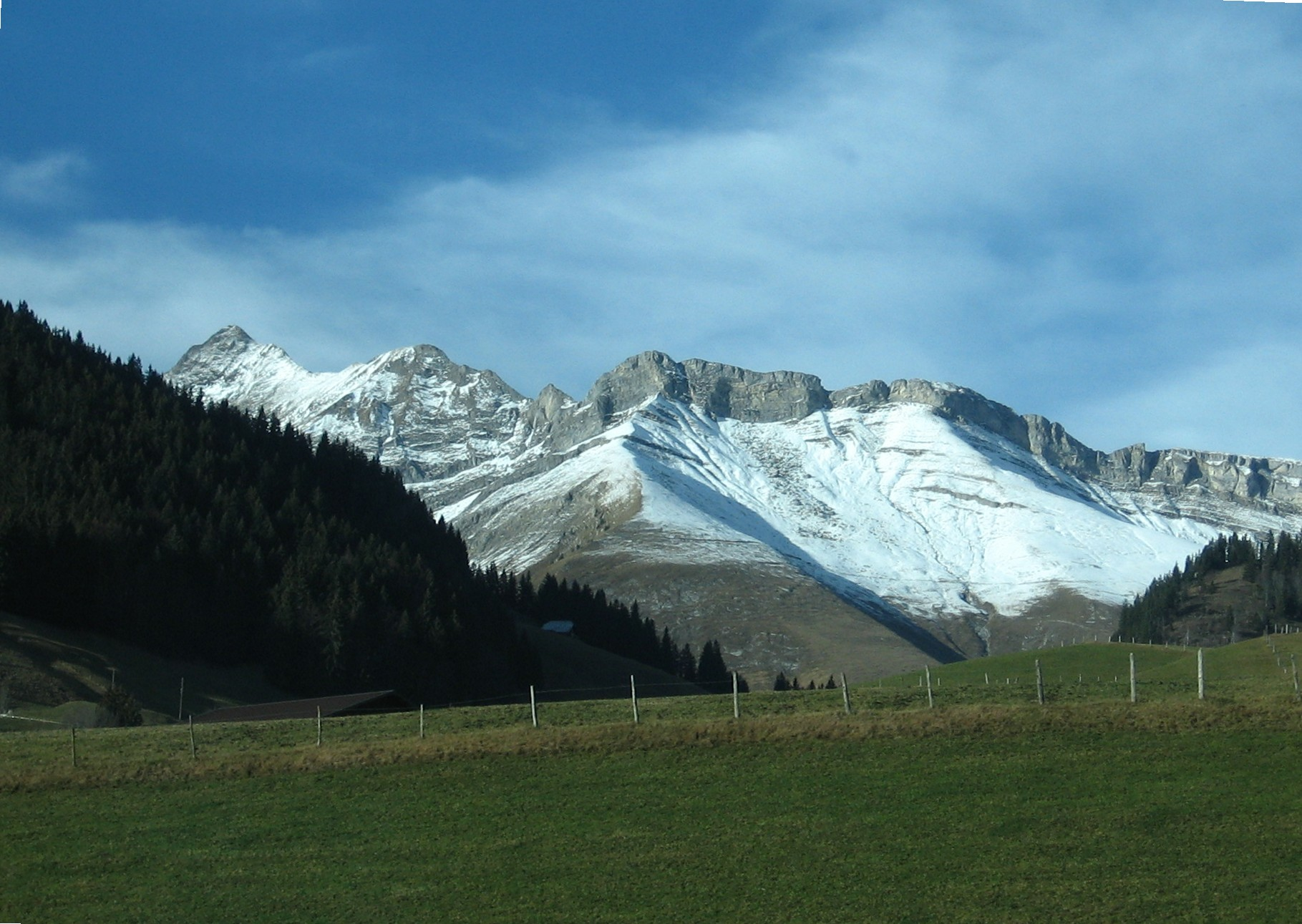
Vanil Noir von Südosten, aus Richtung Rougemont

Der Name Vanil ist ein Ausdruck des freiburgischen Patois und bezeichnet Felsbänder und Couloirs sowie Bergspitzen, deren Flanken von solchen Runsen durchzogen sind.
Der Begriff geht ursprünglich auf das gallische Wort vanno (für Abhang, Gipfel bzw. Fels) zurück. Der Name entspricht in etwa der Bezeichnung französisch Sex, rätoromanisch Piz oder italienisch Sasso.
Bekannte Berge mit der Bezeichnung Vanil sind der Vanil Noir, der Vanil d’Arpille, der Vanil des Artses oder der Vanil Carré.